# Гаральд Вайнріх
Гаральд Вайнріх (нім. Harald Weinrich; 24 вересня 1927, Вісмар, Мекленбург-Передня Померанія — 27 лютого 2022) — німецький філолог-романіст, філософ, історик мови та літератури, літературознавець, есеїст та перекладач, протягом десятиліть вносив свій внесок у становлення французької та німецької культур, один з найбільш відомих і визнаних німецьких учених-гуманітаріїв. Член кількох академій і німецького ПЕН-клубу (Міжнародної асоціації поетів, драматургів, редакторів та романістів).

## Життєпис
Гаральд Вайнріх захистив дисертацію у Вестфальському університеті імені Вільгельма. Викладав у Кілі, Кельні, Білефельді, у «Wissenschaftskolleg» Берлін. У 1978—1992 роках очолював у Мюнхенському університеті кафедру німецької мови як іноземної (нім. DaF). Викладав у Колеж де Франс на кафедрі романських мов і літератур (1992—1998), також викладав у Пізанському, Мічиганському та Принстонському університетах.
В даний час Гаральд Вайнріх, діяльний пенсіонер, мешкає і продовжує працювати у місті Мюнхені.

## Наукові інтереси
Інтеркультурна (транснаціональна) література, фонологія і граматика німецької та французької мови, культура мови, лінгвістика брехні, філософія часу, пам'яті і забуття.

## Праці
1. «Das Ingenium Don Quijotes» (1956)
2. «Phonologische Studien zur romanischen Sprachgeschichte» (1958)
3. «Tempus — Besprochene und erzählte Welt» (1964)
4. «Linguistik der Lüge» (1965)
5. «Literatur für Leser» (1971)
6. «Textgrammatik der französischen Sprache» (1982)
7. «Wege der Sprachkultur» (1985)
8. «Textgrammatik der deutschen Sprache» (1993)
9. «Lethe. Kunst und Kritik des Vergessens» (1997)
10. «Kleine Literaturgeschichte der Heiterkeit» (2001)
11. «Knappe Zeit. Kunst und Ökonomie des befristeten Lebens» (2004)
12. «Wie zivilisiert ist der Teufel? Kurze Besuche bei Gut und Böse» (2007)
13. «Vom Leben und Lesen der Tiere. Ein Bestiarium» (2008)
14. «Über das Haben. 33 Ansichten» (2012)

## Визнання
- Премія Зигмунда Фрейда за наукову прозу (1977);
- премія Карла Фосслера (1992);
- Премія братів Грімм міста Ганау (1993),
- премія Вестфальського університету імені Вільгельма (1996);
- Ганзейська премія Ґете (1997);
- Медаль ім. Карла Цукмайера (1998);
- почесна Премія імені Адельберт фон Шаміссо (2002);
- премія Йозефа Брайтбаха (2003);
- Європейська премія Шарля Вейонна за есеїстику (2013) та ін.

Почесний доктор університетів Білефельда, Аугсбурга, Гайдельберзького університету Рупрехта-Карла.
Нагороджений Орденом Максиміліана «За досягнення в науці та мистецтві».